# Pedro I Fernández de Córdoba y Figueroa

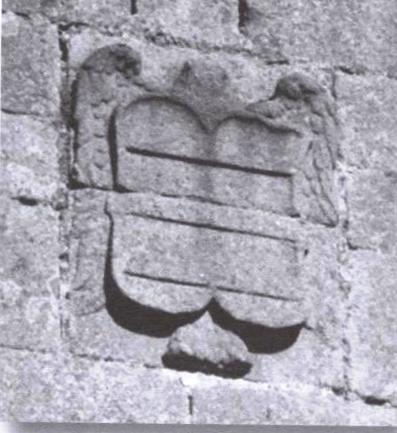
Blasón del IV Conde de Feria

Pedro I Fernández de Córdoba y Figueroa (1518-1552), IV Conde de Feria (1528-1552). Hijo de Lorenzo III Suárez de Figueroa y Catalina Fernández de Córdoba, II marquesa de Priego. Muy cercano a Carlos V al que acompañó en sus empresas africanas contra el moro y en otros viajes políticos por Flandes. Ello le valió mercedes del Emperador y recibir el Toisón de Oro. 

## Vida
Fue el primer Feria que no se llamó Gomes o Lorenzo y ello porque las capitulaciones matrimoniales de sus padres daban preponderancia al marquesado de Priego sobre el condado de Feria. Por eso se llamó Pedro, nombre común entre los marqueses de Priego, y antepuso los apellidos de su madre a los de su padre. No heredó el título de marqués de Priego porque murió antes que su madre. En un intento de consolidar la unión de ambas casas nobiliarias quiso que su hija casara con su hermano Gomes, que sería luego I duque de Feria, pero no lo consiguió. Esta se casó con otro de sus tíos, Juan Matías, tercer hijo de Lorenzo III, conocido también como Alonso de Aguilar, I Marqués de Villafranca, lo que sería determinante para que Alonso Fernández de Córdoba y Figueroa, llamado «el Mudo», su nieto, heredara en el futuro la Casa de Feria de forma insospechada.
El condado de Feria en tiempos de Pedro I estaba formado por dos espacios territoriales separados, el menor de los cuales comprendía las villas de Oliva de la Frontera y Valencia del Mombuey. El mayor estaba formado por las villas y lugares de: Zafra, Feria, La Parra, Villalba de los Barros, Nogales, Santa Marta, Solana de los Barros, Corte de Peleas, Almendral, Torre de Miguel Sesmero, La Morera, Alconera, Salvaleón y Salvatierra de los Barros. 
La preocupación principal del conde fue de dotar de ordenanzas con las que reglamentar la vida económica, política y administrativa de sus villas. Pretendía, además, sentar las bases legales de sus derechos señoriales sobre las villas lo cual le ocasionó muchos conflictos con sus súbditos. 
Pedro heredó de su padre la afición por los ambientes intelectuales y la cultura libresca y estuvo muy influido por corrientes erasmistas. En su casa habitaba una «corte literaria» de poetas, músicos y hasta el mismísimo Ruy López de Segura, campeón mundial de ajedrez de la época. Alternaba su estancia en la Corte con otras en Zafra y Montilla y fue protector de San Juan de Ávila.
Casado con Ana de la Cruz Ponce de León, hija del I duque de Arcos Rodrigo Ponce de León. Murió sin descendencia masculina, pues su hijo Lorenzo murió prematuramente. Legó a su hija Catalina las villas de Montealegre y Meneses, vinculadas a la Casa de los Manuel, pero la rigurosa agnación del título de Feria le impidió ser heredera de este. La sucedió en la Casa de Feria su hermano segundón Gomes III Suárez de Figueroa y Córdoba. Se halla enterrado en la Basílica de San Juan de Ávila en Montilla.